# Porsegöl (Tveta socken, Småland)
Porsegöl är en sjö i Hultsfreds kommun i Småland och ingår i Emåns huvudavrinningsområde. Sjöns area är 0,018 kvadratkilometer och den befinner sig 105,9 meter över havet.